# Okręg wyborczy Daventry
Okręg wyborczy Daventry powstał w 1918 i wysyłał do brytyjskiej Izby Gmin jednego deputowanego. Okręg zlikwidowano w 1950, ale przywrócono go ponownie w 1974. Okręg obejmuje miasto Daventry w zachodniej części hrabstwa Northamptonshire.

## Deputowani do brytyjskiej Izby Gmin z okręgu Daventry

### Deputowani w latach 1918–1950
- 1918–1943: Edward FitzRoy, Partia Konserwatywna
- 1943–1950: Reginald Manningham-Buller, Partia Konserwatywna

### Deputowani po 1974
- 1974–1979: Arthur Jones, Partia Konserwatywna
- 1979–1987: Reginald Prentice, Partia Konserwatywna
- 1987–2010: Tim Boswell, Partia Konserwatywna
- od 2010: Chris Heaton-Harris, Partia Konserwatywna